# Nomad (Studio)
Y.K. Nomad (jap. 有限会社ノーマッド, Yūgen-gaisha Nōmaddo, engl. NOMAD, Inc.) ist ein japanisches Animationsstudio.

## Geschichte
Das Studio wurde im Juli 2003 von Tatsuya Ono, einem früheren Produzenten von Studio Madhouse, gegründet, der dort beispielsweise Card Captor Sakura, Chobits oder Galaxy Angel produzierte. Die ersten Werke, an denen das neue Studio Nomad noch als Unterauftragnehmer beteiligt war, waren die Serien Kimi ga Nozomu Eien, Gungrave und Fullmetal Alchemist. 2004 folgte mit Rozen Maiden die erste eigenverantwortlich hergestellte Serie, die ein großer Erfolg wurde und zwei Fortsetzungen erfuhr.

## Produktionen

### Fernsehserien
- 2004: Rozen Maiden
- 2005: Rozen Maiden Träumend
- 2006: Chocotto Sister
- 2006: Hime-sama Goyōjin
- 2007: sola
- 2008: Kyōran Kazoku Nikki
- 2008: Yozakura Quartet
- 2009: Kämpfer
- 2009: Yoku Wakaru Gendai Mahō
- 2011: Oretachi ni Tsubasa wa Nai
- 2013: Futari wa Milky Holmes
- 2013: Kitakubu Katsudō Kiroku
- 2015: Tantei Kageki Milky Holmes TD
- 2015: Venus Project – Climax
- 2018: Jashin-chan Dropkick

### Weitere Anime-Produktionen
- 2006: Rozen Maiden: Ouvertüre (Special)
- 2007: sola (OVA)
- 2008: Kaitō Tenshi Twin Angel (OVA)
- 2011: Kämpfer für die Liebe (Special)
- 2011: VitaminX Addiction (OVA)